# 장추퉁
장추퉁(중국어 간체자: 张楚桐, 정체자: 張楚桐, 병음: Zhāng Chūtóng, 한자음: 장초동, 2003년 2월 17일~)은 중화인민공화국의 쇼트트랙 선수이다. 2022년 동계 올림픽 3000m 계주에서 동메달을 획득했다.

## 경력
지린성 지린시 출신이다. 2018년 12월 카자흐스탄 알마티에서 열린 쇼트트랙 3차 월드컵을 통해 월드컵에 데뷔했다. 첫 월드컵에서 500m에서 33위, 계주에서 6위를 기록했다. 2019년 2월 초 독일 드레스덴에서 열린 4차 월드컵 1000m에서 네덜란드의 쉬자너 스휠팅과 대한민국의 김지유의 뒤를 이어 3위를 오르며 첫 월드컵 시상대에 올랐다. 2019–20 시즌에는 솔트레이크시티에서 열린 1차 월드컵에서 스휠팅과 국가대표 동료인 한위퉁의 뒤를 이어 3위, 도르드레흐트에서 열린 8차 월드컵에서 대한민국의 이유빈의 뒤를 이어 2위를 달성하며 1000m 부문 종합 6위에 올랐다. 
2020년 1월 스위스 로잔에서 열린 2020년 동계 청소년 올림픽에 중화인민공화국 국가대표로 참가했으며, 500m 부문 8위, 1000m 부문 6위, 혼성 계주 부문 5위를 기록했다. 
이후 자국 베이징에서 열리는 2022년 동계 올림픽 국가대표로 발탁되었으며, 1500m와 계주에 참가했다. 1500m 종목에서는 미국의 마메 바이니, 대한민국의 이유빈, 캐나다의 킴 부탱과 함께 예선 5조에 배속되었으며, 바이니와 이유빈의 뒤를 이어 3위를 했다. 이후 준준결승에서는 이탈리아의 아리안나 폰타나, 벨기에의 하너 데스멋, 캐나다의 코트니 사로, 일본의 기쿠치 스미레와 3조에 배속되었으며, 4위를 하며 탈락했다. 취춘위, 한위퉁, 판커신, 장위팅과 함께 참가한 계주 종목에서는 네덜란드와 대한민국의 뒤를 이어 3위를 하여 동메달을 획득했다.